# チュランペット
チュランペットは、ワタナベエンターテインメントに所属する日本のお笑いコンビ。ワタナベコメディスクール14期出身、ワタナベNo.1決定戦2022王者。

## メンバー
藤並 賢一（ふじなみ けんいち、1989年12月13日 - ）
- 東京都東村山市出身[2]。身長170cm。立ち位置は向かって左。
- ネタによってボケとツッコミが入れ替わる[3]。

としぱんち（1989年7月17日 - ）
- 東京都出身。身長173cm[3]。立ち位置は向かって右。本名：杉本 俊明（すぎもと としあき）。
- 創価大学卒業[4]。ネタによってツッコミボケが入れ替わる。

## 来歴
小学校からの幼馴染で、仲良くなった契機がブラスバンド部で杉本がチューバ、藤並がトランペットを担当していたため、2つの楽器名を合わせてコンビ名とした。旧コンビ名は「ひまつぶし」。
小学５年生の時にお笑い芸人になりたいという夢を持ち、卒業文集の将来の夢にも「お笑い芸人」と書いた。タカアンドトシ、江戸むらさきに憧れ、中学の文化祭の催し物でショートコントを披露した。

## 賞レース戦歴

### M-1グランプリ
| 年度             | 結果      | エントリー No. | 備考                             |
| ---------------- | --------- | -------------- | -------------------------------- |
| 2015年（第11回） | 1回戦敗退 | 1875           |                                  |
| 2016年（第12回） | 2回戦進出 | 1368           |                                  |
| 2017年（第13回） | 2回戦進出 | 1772           |                                  |
| 2018年（第14回） | 1回戦敗退 | 3445           |                                  |
| 2020年（第16回） | 2回戦進出 | 940            |                                  |
| 2021年（第17回） | 2回戦進出 | 3895           |                                  |
| 2022年（第18回） | 3回戦進出 | 1818           |                                  |
| 2023年（第19回） | 3回戦進出 | 4266           | 2回戦敗退後、追加合格し3回戦進出 |
| 2024年（第20回） | 3回戦進出 | 6395           | 1回戦2位通過                     |

### その他賞レース
- 2015年 キングオブコント 2回戦進出
- 2019年 キングオブコント 1回戦敗退
- 2020年 キングオブコント 準々決勝進出
- 2021年 キングオブコント 準々決勝進出
- 2022年 ワタナベお笑いNo.1決定戦2022 優勝
- 2022年 キングオブコント 準々決勝進出
- 2023年 キングオブコント 準々決勝進出
- 2023年 飲むシリカPresents お笑いJACKPOT 優勝

## 出演
テレビ
- ピラミッドダービー（TBS系列、2017年5月28日）[10]
- ネタパレ（フジテレビ系列)
  - 2018年8月24日[11]「病院」
  - 2022年5月13日「居酒屋」
  - 2022年11月11日「駅伝」
  - 2022年12月16日「花火大会」
  - 2022年12月31日ネタパレ元日SP「朝礼」
  - 2023年1月27日「ドライブ」

- そろそろ にちようチャップリン（テレビ東京系列)
  - 2020年4月11日[12]「悲劇」
  - 2020年9月5日「卒業式後のホームルーム」
  - 2022年6月4日「新人バイト」

- ミクチャtv芸人＃0 (千葉テレビ、2022年5月15日)

- 負けるな!熱血ハナコのお笑い部　(テレビ埼玉など)
  - 2022年6月8日 ＃7 学校あるあるで大喜利
  - 2022年6月15日 ＃8 マドンナ大喜利&お笑い抜き打ちテスト
  - 2022年6月22日 ＃9 マドンナ大喜利
  - 2022年7月6日 ＃10 学校あるあるで大喜利

- オンエア決めろ! ー笑武ー（BSJapanext、2022年8月9日）
- ザ・ベストワン(TBS系列)
  - 2022年9月9日実力派芸人大集結！超豪華！3時間SP ベストワンガチャ「アイスクリーム屋」